# 牟山站
牟山站位于余姚市牟山镇牟山湖开发区内，是萧甬铁路一座在建车站，距离上虞站25.074千米，距离余姚西站10.993千米，宁波至余姚城际铁路计划经停。车站设正线2条，到发线2条，侧式站台2座，进出站地道1座，2023年6月开工建设，计划于2025年建成投用。